# Gornji Milanovac
Gornji Milanovac (en serbe cyrillique : Горњи Милановац) est une ville et une municipalité de Serbie, situées dans le district de Moravica. Au recensement de 2011, la ville comptait 24 048 habitants et la municipalité dont elle est le centre 44 438.

## Géographie
Gornji Milanovac est située à 120 km au sud de Belgrade, sur la route européenne E763, entre la ville de Ljig au nord et Čačak au sud, et entre les villages de Majdan au nord et Preljina au sud. Le territoire de la municipalité est très vallonné. La ville est entourée par les monts Maljen (1 103 m), Suvobor (864 m) et Rajac (848 m) au nord-ouest et à l'ouest, Rudnik (1 132 m) au nord, Ješevac (902 m) et Vujan (857 m) au sud.

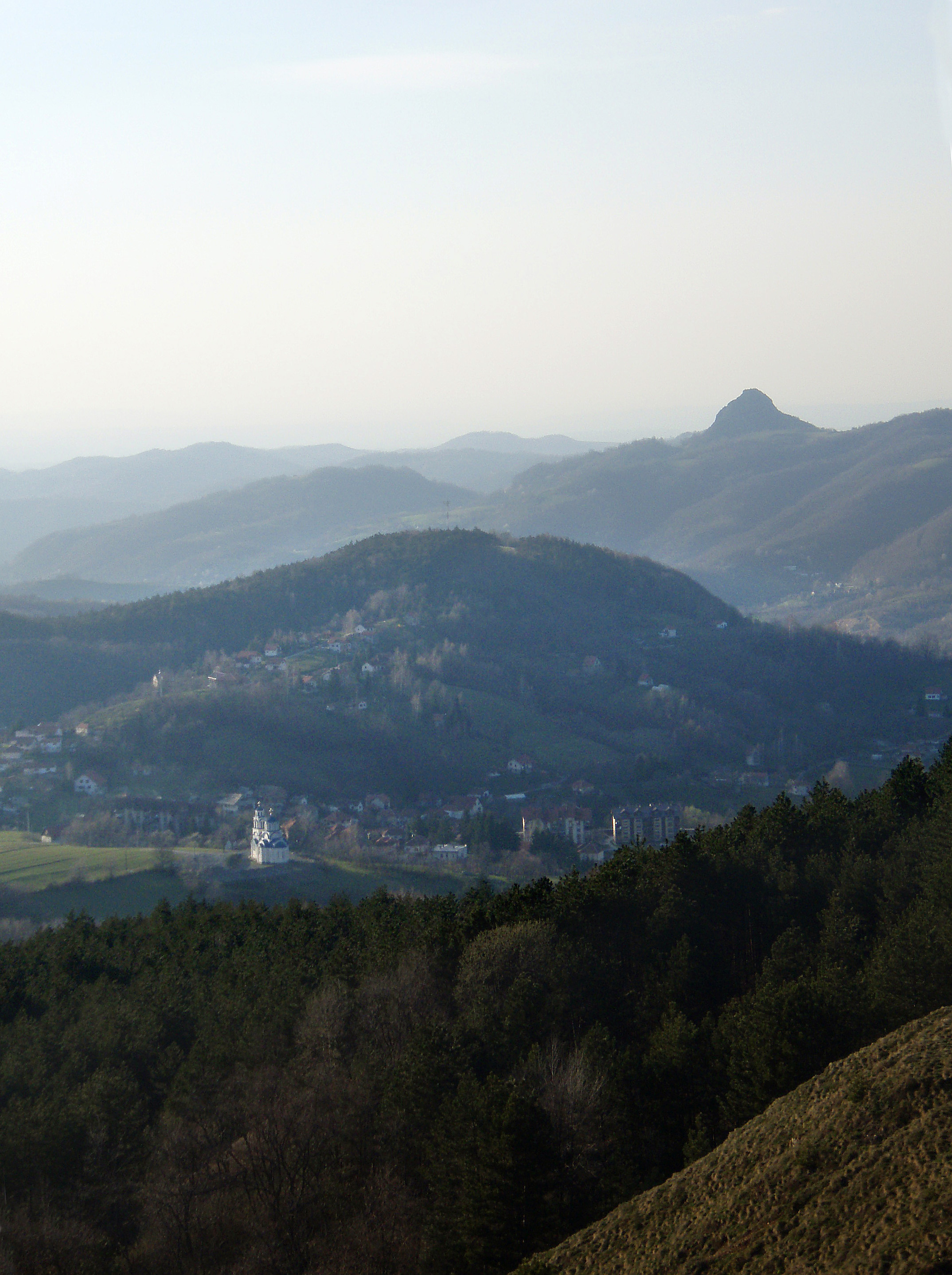
Les monts Rudnik
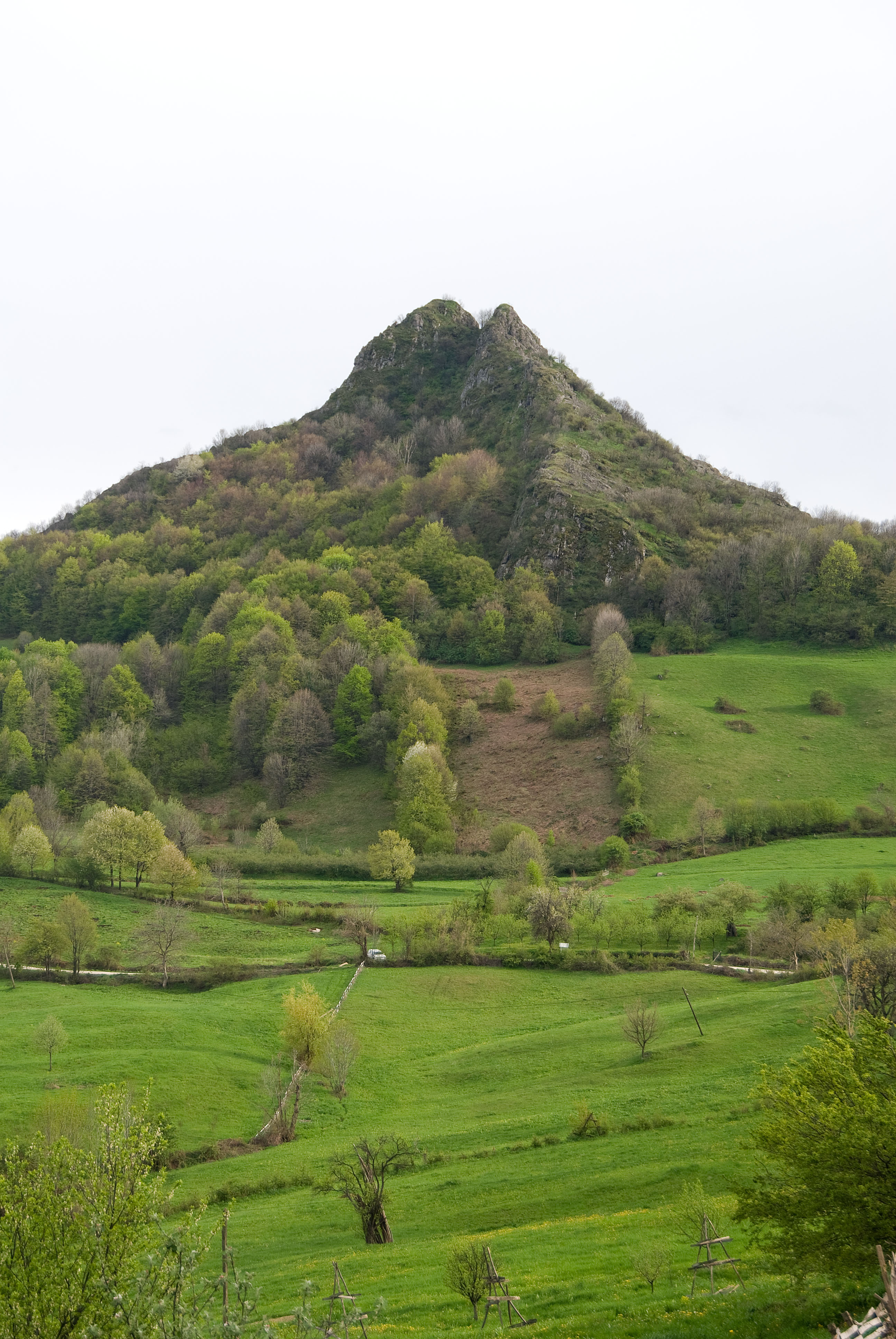
Le mont Ostrvnica vu depuis le centre de Varice
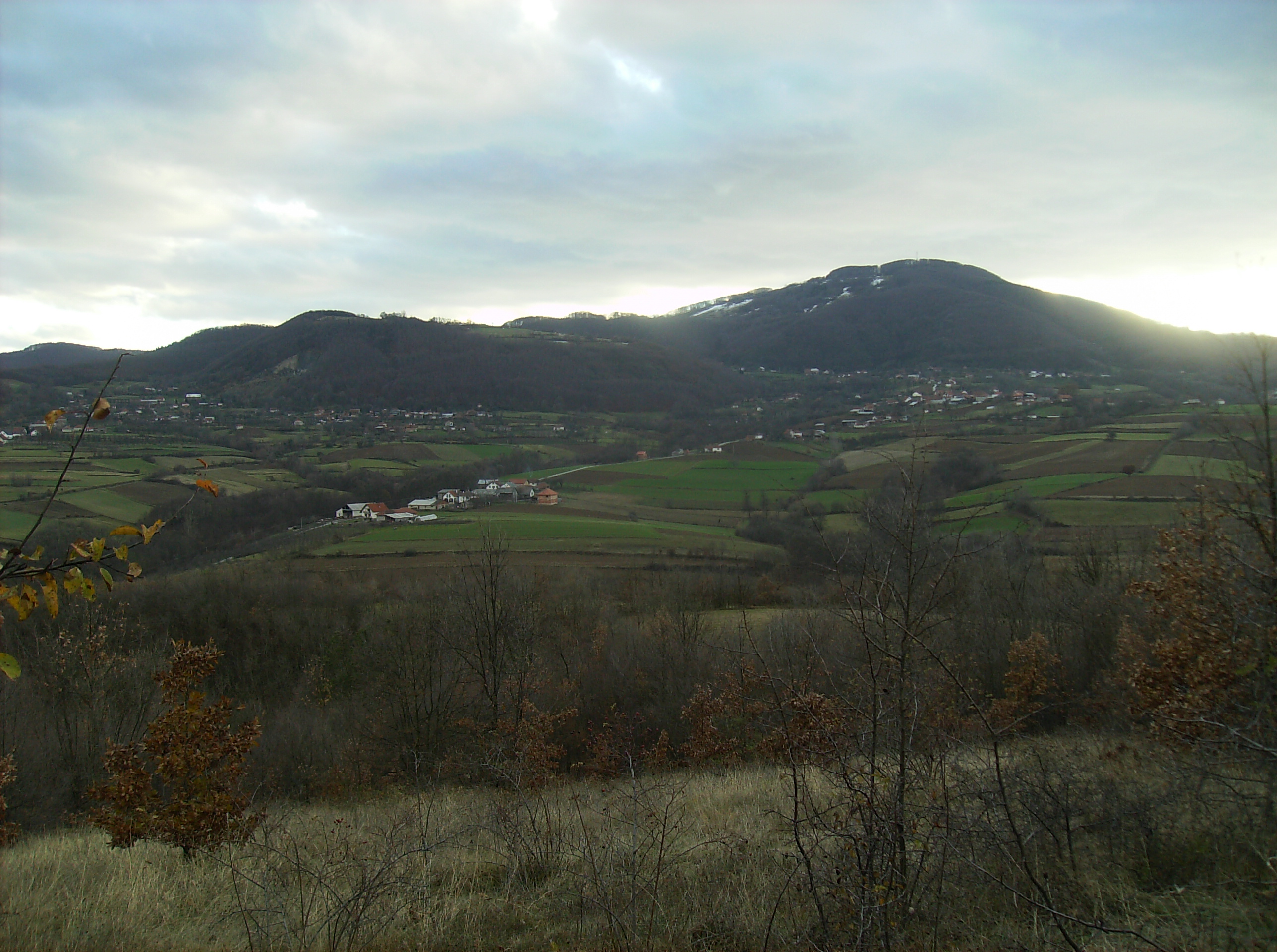
Le mont Ješevac

Les rivières les plus importantes de la région sont la Gruža, qui prend sa source sur les pentes méridionales du mont Rudnik, la Despotovica et la Čemernica, trois affluents de la Zapadna Morava. La Dičina jaillit au mont Suvobor et se jette dans la Čemernica. De nombreuses sources jaillissent également sur le territoire de la municipalité, dont certaines sont exploitées pour le thermalisme. La rivière Kamenica coule également dans le secteur.
La municipalité de Gornji Milanovac est entourée par le territoire de la Ville de Čačak au sud et par celui de la Ville de Kragujevac et par les municipalités de Topola et de Knić à l'est, ainsi que par celles de Ljig, Mionica et Aranđelovac au nord, et par celle de Požega à l'ouest.

## Climat
En raison de la variété de son relief, le climat de la municipalité de Gornji Milanovac est relativement divers. La température moyenne annuelle y est de 10,5 °C à 250 m d'altitude mais de 7,7 °C au mont Rudnik (1 132 m) et de 7,2 °C au mont Suvobor, soit la moyenne la plus basse du secteur. Elle s'élève à 10,00 °C dans la ville de Gornji Milanovac. Le mois de juillet est le mois le plus chaud de l'année et janvier le plus froid. La température la plus élevée jamais enregistrée sur le territoire municipal a été de 38,8 °C le 6 juillet 1950 et la température la plus basse a été de −30,5 °C le 17 février 1956.
La moyenne des précipitations varie entre 788 mm à 300 m à 985 mm au mont Rudnik ; elle est de 950 mm aux monts Suvobora et Rajac et d'environ 800 mm à Gornji Milanovac. Les précipitations les plus importantes se concentrent dans la période d'avril à juin  et le minimum est atteint d'octobre à février. La région compte de 80 à 120 jours de neige dans ses parties les plus basses, chiffre qui s'élève entre 160 et 200 jours dans les parties les plus élevées.

## Histoire

### Préhistoire et Antiquité

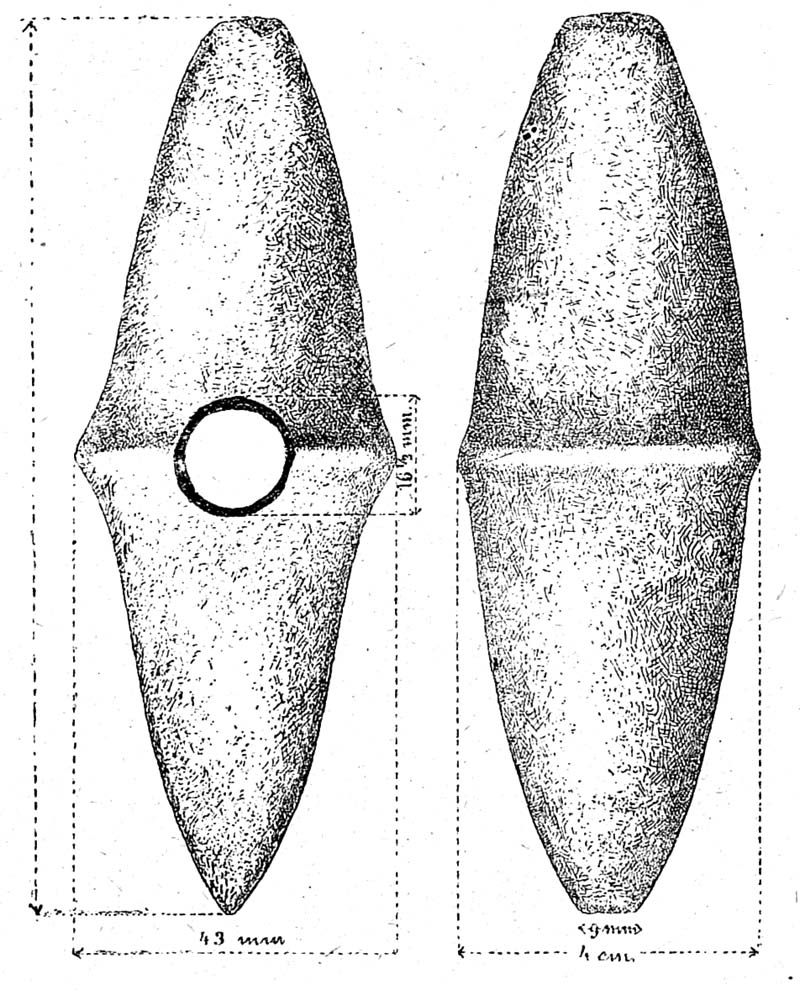
Maillet de pierre retrouvé à Pranjani

Sur le territoire du village de Gornji Branetići, aux hameaux de Vranovica et Trnavac, ont été retrouvés des objets datant de la Préhistoire, dont un marteau en forme de poing appartenant au début de l'âge du bronze. Des fragments de poterie ont également été mis au jour sur le territoire du village de Dragolj, sur le site de Selište, ou encore un marteau de pierre à Koštunići et une hache de cuivre à Pranjani, datant également du début de l'âge de bronze. De cette période datent aussi d'autres découvertes, comme à Gornja Vrbava (lances et urnes en bronze) et sur le mont Rudnik (feuilles de bronze, lances, faucilles, aiguilles etc.). Cette montagne, dont nom signifie la « mine », conserve les traces d'une importante activité minière, avec un site archéologique couvrant plus de 16 km2.
La région fut habitée par les Illyriens et les Celtes, avant de passer sous la domination de l'Empire romain. C'est avec les Romains que commença l'exploitation intensive des minerais du Rudnik. L'actuelle localité de Rudnik est née d'une forteresse romaine, détruite par la suite ; de nombreuses découvertes témoignent de l'importance du site à cette époque, notamment des vestiges de l'exploitation minière et ceux d'un temple dédié à la Terre-Mère, avec une inscription qui l'attribue à l'empereur Septime Sévère. Des vestiges ont également été mis au jour dans les villages de Branetići, Majdan, Brđani, Vraćevšnica et Šarani.

### Moyen Âge

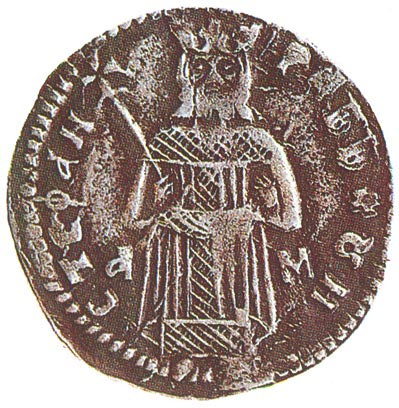
Dinar serbe, datant du roi Stefan Dragutin

On conserve peu de données sur le Haut Moyen Âge dans l'actuelle municipalité de Gornji Milanovac. En 1293, Rudnik et ses mines appartenaient aux « terres de Syrmie » du roi serbe Stefan Dragutin. En raison de l'importance économique de ces mines, le contrôle de la région fut un enjeu important pour la dynastie des Nemanjić, dans leur lutte contre le royaume de Hongrie et les grands seigneurs féodaux, comme elle le fut au moment de la lutte dynastique entre le roi Stefan Uroš II Milutin et son frère Dragutin : en 1302, Rudnik entra dans les possessions de Milutin puis, en 1313, la zone fut de nouveau contrôlée par Dragutin. Plus tard, en 1323 et 1324, la possession des mines des monts Rudnik et Ostrvica fut encore un enjeu dans la lutte dynastique opposant Stefan Uroš III Dečanski, le fils de Milutin, et Stefan Vladislav II, fils de Dragutin et roi de Syrmie. Le 14 août 1354, au temps de la guerre entre les Serbes et les Hongrois, un accord entre les belligérants fut signé à « Brusnica au pied du mont Rudnik », stipulant que l'empereur serbe Stefan Dušan était « empereur de toutes les terres serbes et grecques, du littoral et des régions de l'ouest » ; cette référence à Brusnica est en fait la première mention d'une localité dans la région pour la période médiévale. En 1359, les Hongrois reprirent le secteur des mines à l'empereur serbe Stefan Uroš V, le fils et le successeur de Dušan. Après la mort de Stefan Uroš V, en 1371, la région fut un terrain d'affrontement entre le prince Lazar et le grand feudataire Nikola Altomanović.
Après la prise de Novo Brdo par les Ottomans en 1441, le despote serbe Đurađ Branković accorda une attention particulière à Rudnik, où il passa fréquemment l'été. Un de ses compagnons, Radič Postupović, fonda le monastère de Vraćevšnica. En décembre 1456, le despote Đurađ Branković fut enterré dans l'église du village de Kriva Reka, sur les bords de la rivière Despotovica qui lui doit son nom. Sa femme Jerina mourut à Rudnik le 3 mai 1457. La prise de Smederevo par les Turcs en 1459 marque la fin du despotat de Serbie et le début de la période turque en Serbie.

### Période ottomane
Après la conquête ottomane, l'actuelle région de Gornji Milanovac fut intégrée dans le Sandjak de Smederevo et, compte tenu de l'importance stratégique des monts Ostrvica et Rudnik, les Turcs installèrent une garnison à Rudnik, localité qui devint également le centre administratif du secteur, le kaliduk d'Ostrvica devenant un des cinq kaliduks du sandjak. Le voyageur ottoman Evliya Çelebi visita la région en 1664 et il décrit Rudnik comme un bourg situé dans une plaine entourée de vignobles et de vergers mais au climat rude. Selon sa description, la localité comptait 800 maisons et 80 magasins et 3 écoles élémentaires ; il rapporte que l'ancienne forteresse médiévale y était déjà presque en ruine et servait à abriter le bétail en hiver.

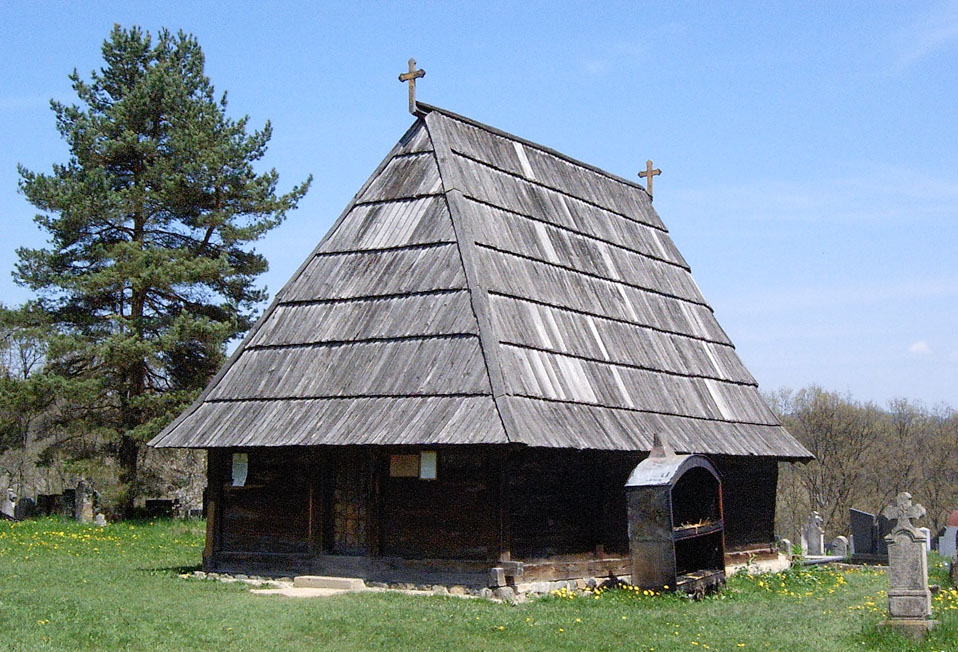
L'église en bois de Pranjani

À la suite du traité de Passarowitz, signé le 21 juillet 1718, les Ottomans furent contraints de céder à l'Autriche la partie nord de la Serbie. Le kaliduk d'Ostrvica fit partie des terres contrôlées par les Habsbourgs et il devint le district de Rudnik (rudnički distrikt). Un recensement fut effectué immédiatement après la mise en place de la nouvelle administration et le territoire de la région comptait alors 38 localités. Des églises en bois furent construites à Takovo et à Pranjani en 1724 et une autre à Lozanj en 1733. À l'issue de la guerre autro-turque de 1735-1739 et à la suite du traité de Belgrade signé 18 septembre 1739, la frontière entre l'Autriche et l'Empire ottoman fut de nouveau établie sur la Save et le Danube et la région de Rudnik et de Takovo se trouva de nouveau sous l'autorité de la Sublime Porte.

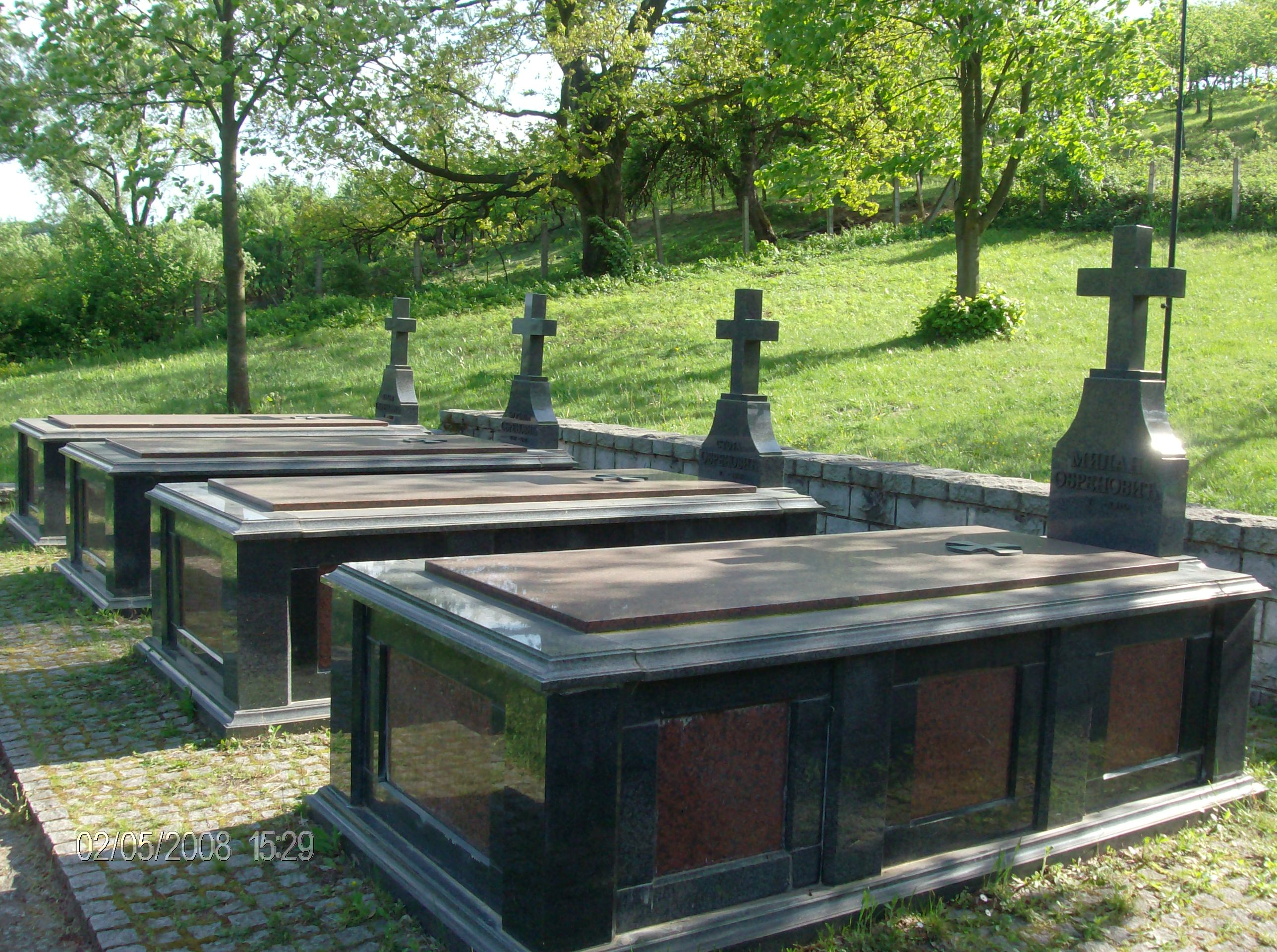
Les tombes des Obrenović à Brusnica

La seconde moitié du XVIIIe siècle se caractérisa pour l'Empire ottoman par une grande crise dans tous les domaines de l'État. La stagnation économique toucha Rudnik et la région de Takovo. Mais après l'épisode de la Krajina de Koča (1788-1791), la population augmenta de nouveau et l'économie locale prit un nouvel essor. L'élevage, notamment celui des bovins, et le commerce se développèrent, entraînant un enrichissement de toute une partie de la population. De nombreux commerçants enrichis devinrent des patrons (gazde), de plus en plus impliqués dans la vie politique. Parmi ces riches marchands, on peut citer Milan Obrenović, un éleveur de porcs originaire de Brusnica ; son frère, le futur prince Miloš, travailla pour lui. Un autre de ces patrons était Nikola Lunjevica, qui restaura l'église des monastères de Vujan et de Mojsinja, ou encore Stojan Pavlović, originaire de Beršići, Nikola Karamarković, de Lunjevica et Jovan Lazić de Svračkovci. Tous ces personnages allaient soutenir le premier soulèvement serbe contre les Ottomans.

### Période moderne
Gornji Milanovac a été fondée en 1853. Elle a d'abord porté le nom de Despotovica, en référence à la rivière Despotovica qui traverse son territoire. Son nom de Milanovac lui a été attribué par le prince Miloš Ier Obrenović, en hommage à son neveu Milan Obrenović. Gornji Milanovac est une des rares villes de Serbie dont le plan fut élaboré avant sa construction ; il a été conçu par des architectes viennois. L'église de la Sainte-Trinité est contemporaine de la construction de la ville.

## Localités de la municipalité de Gornji Milanovac

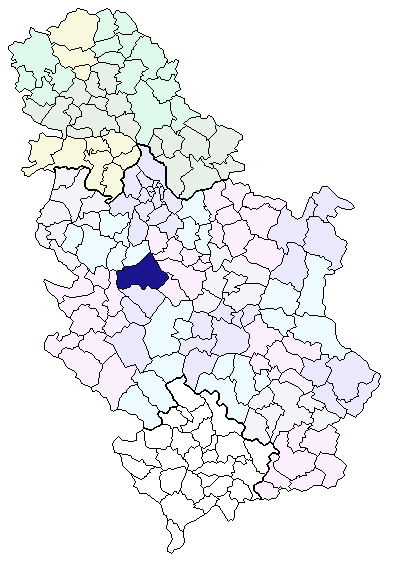
Localisation de la municipalité de Gornji Milanovac en Serbie

La municipalité de Gornji Milanovac compte 63 localités :
| - Belo Polje - Beršići - Bogdanica - Boljkovci - Brajići - Brđani - Brezna - Brezovica - Brusnica - Varnice - Velereč - Vraćevšnica - Vrnčani - Gojna Gora - Gornja Vrbava | - Gornja Crnuća - Gornji Banjani - Gornji Branetići - Gornji Milanovac - Grabovica - Davidovica - Donja Vrbava - Donja Crnuća - Donji Branetići - Dragolj - Drenova - Družetići - Zagrađe - Jablanica - Kalimanići | - Kamenica - Klatičevo - Koštunići - Kriva Reka - Leušići - Lipovac - Lozanj - Ločevci - Lunjevica - Ljevaja - Ljutovnica - Majdan - Mutanj - Nakučani - Nevade | - Ozrem - Polom - Pranjani - Prnjavor - Reljinci - Rudnik - Ručići - Svračkovci - Semedraž - Sinoševići - Srezojevci - Takovo - Teočin - Trudelj - Ugrinovci | - Cerova - Šarani - Šilopaj |

Gornji Milanovac est officiellement classée parmi les « localités urbaines » (en serbe : градско насеље et gradsko naselje) ; toutes les autres localités sont considérées comme des « villages » (село/selo).

## Démographie

### Ville

#### Évolution historique de la population dans la ville
| 1948  | 1953  | 1961  | 1971   | 1981   | 1991   | 2002   | 2011   |
| ----- | ----- | ----- | ------ | ------ | ------ | ------ | ------ |
| 2 697 | 3 402 | 4 492 | 10 972 | 17 791 | 22 432 | 23 982 | 24 048 |

## Politique

### Élections locales de 2004
À la suite des élections locales serbes de 2004, les 49 sièges de l'assemblée municipale se répartissaient de la manière suivante :
| Parti                                | Sièges |
| ------------------------------------ | ------ |
| Liste « Pour Gornji Milanovac »      | 16     |
| Parti démocratique de Serbie         | 10     |
| Parti radical serbe                  | 7      |
| Parti démocratique - Nouvelle Serbie | 6      |
| Mouvement Force de la Serbie         | 4      |
| G17 Plus                             | 2      |
| Mouvement serbe du renouveau         | 2      |
| Autres                               | 2      |

### Élections locales de 2008
À la suite des élections locales serbes de 2008, les 49 sièges de l'assemblée municipale de Gornji Milanovac se répartissaient de la manière suivante, :
| Parti                                                       | Sièges |
| ----------------------------------------------------------- | ------ |
| Liste « Victoire pour la municipalité de Gornji Milanovac » | 16     |
| Parti démocratique                                          | 12     |
| Parti démocratique de Serbie                                | 7      |
| Parti radical serbe                                         | 6      |
| Nouvelle Serbie                                             | 5      |
| Parti libéral-démocrate                                     | 3      |

Milisav Mirković, de la liste Victoire pour la municipalité de Gornji Milanovac, a été élu président (maire) de la municipalité,. Mihailo Vučetić, membre du Parti démocratique du président Boris Tadić et qui conduisait la coalition Pour une Serbie européenne soutenue par Tadić, a été élu président de l'assemblée municipale,.

### Élections locales de 2012
À la suite des élections locales serbes de 2012, les 49 sièges de l'assemblée municipale de Gornji Milanovac se répartissaient de la manière suivante :
| Parti                                                                                             | Sièges |
| ------------------------------------------------------------------------------------------------- | ------ |
| Parti socialiste de Serbie - Parti des retraités unis de Serbie - Mouvement pour Gornji Milanovac | 20     |
| Donnons de l'élan à Gornji Milanovac (Parti progressiste serbe et alliés)                         | 9      |
| Parti démocratique                                                                                | 6      |
| Parti démocratique de Serbie                                                                      | 5      |
| Régions unies de Serbie                                                                           | 5      |
| Nouvelle Serbie                                                                                   | 4      |

Milisav Mirković a été réélu président de la municipalité.

## Culture
La Bibliothèque nationale des frères Nastasijević (en serbe : Biblioteka Braća Nastasijević) remonte à 1857 ; elle possède aujourd'hui près de 60 000 ouvrages, revues ou livres en langue étrangère. Gornji Milanovac possède aussi un Centre culturel (Kulturni centar), qui a été créé en 1970 et qui dynamise la vie culturelle de la ville.

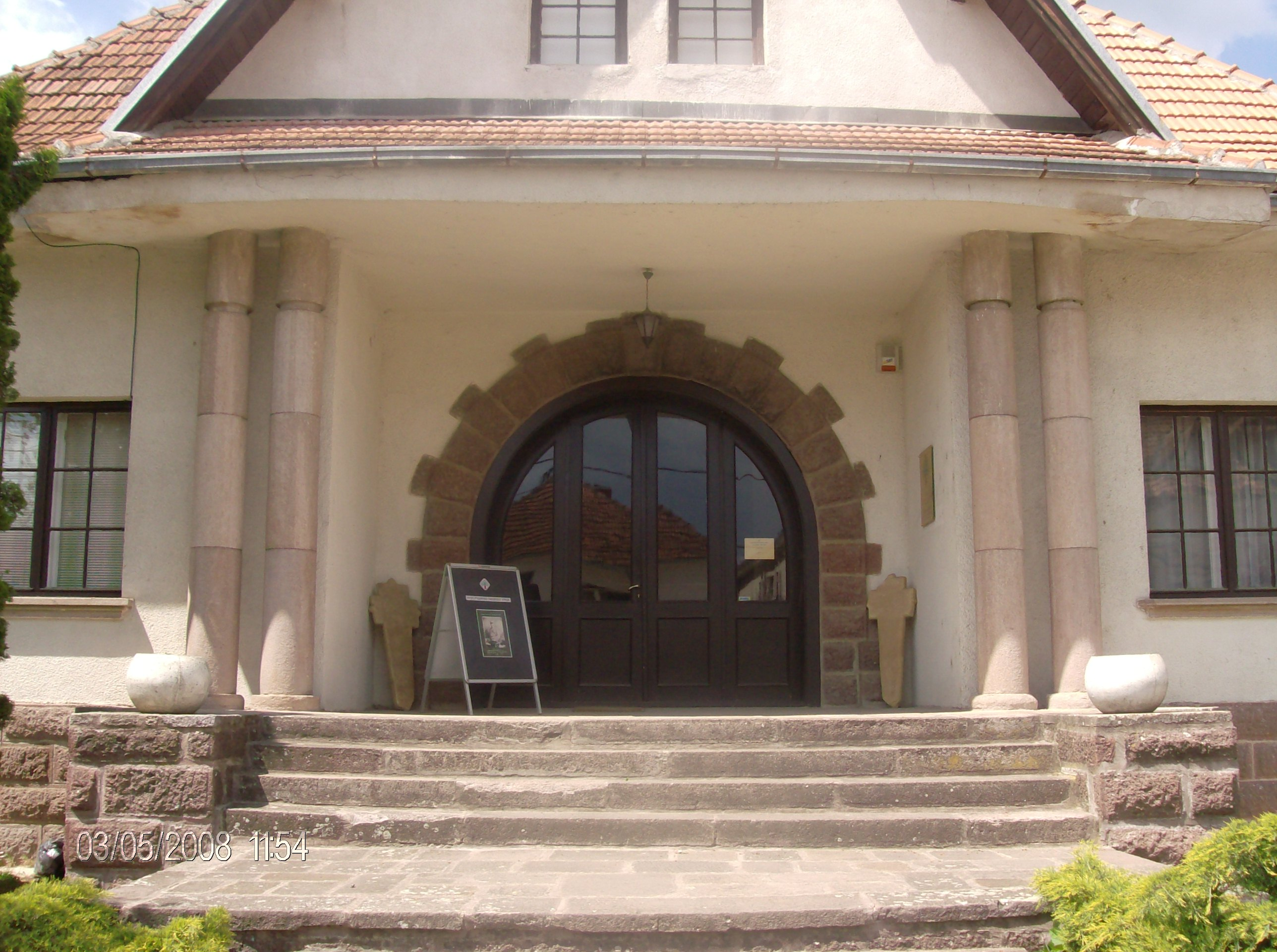
Le musée de la région de Rudnik-Takovo

Le musée de la région de Rudnik-Takovo (Muzej rudničko-takovskog kraja) a été créé le 15 avril 1994 pour abriter et protéger les biens culturels de la municipalité de Gornji Milanovac ; les collections principales du musée sont hébergées dans la maison Brković, dont la construction date de 1938. Il conserve le legs des frères Nastasijević, composé de documents divers évoquant les vies de Momčilo Nastasijević, poète, Živorad Nastasijević, peintre, Svetomir Nastasijević, écrivain, et Slavomir Nastasijević, compositeur, mais aussi une collection d'œuvres d'art, notamment des peintures, des aquarelles et des gravures. Le musée possède d'importantes sections consacrées à l'histoire, et, notamment, de nombreux documents liés à la dynastie serbe des Obrenović et, plus généralement, sur le second soulèvement serbe contre les Ottomans et sur la création et les premiers temps de la principauté de Serbie. Les collections du musée sont en fait également réparties sur d'autres sites, comme le musée du second soulèvement serbe, à Takovo, ou la résidence Milošev (Milošev konak), un konak construit par le prince Miloš Obrenović à Gornja Crnuća.

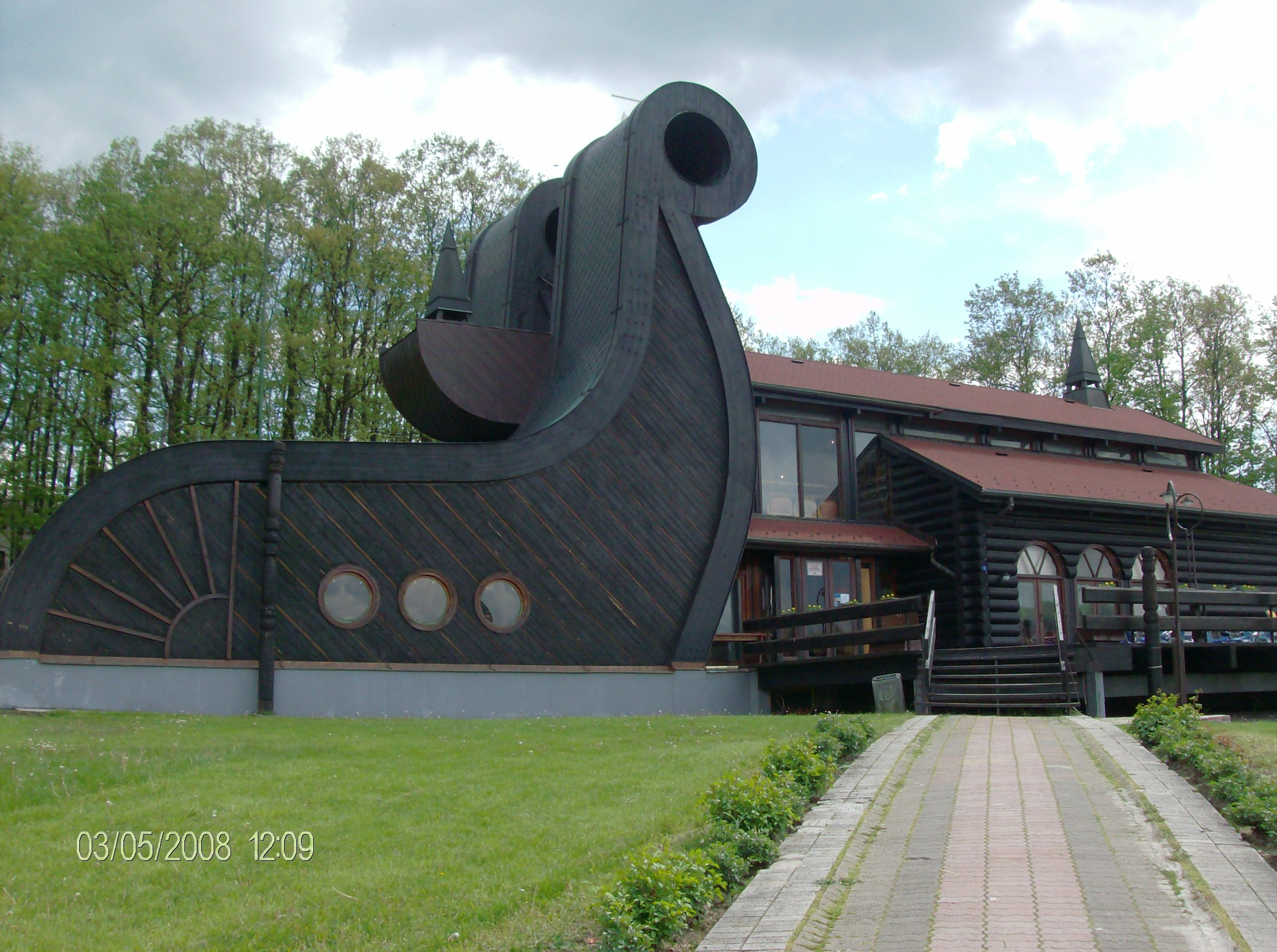
La Maison norvégienne

La Colonie des arts (Likovna kolonija) a été créée en 1994 à Savinac ; elle porte le nom de Mina Vukomanović Karadžić (1828-1894), une femme peintre et une écrivaine, fille de Vuk Stefanović Karadžić, le grand réformateur de la langue serbe au XIXe siècle ; cette colonie a comme but la promotion de la culture et de l'art dans la municipalité,. La Maison norvégienne (Norveška kuća) est une autre institution culturelle importante de la ville.
La Biennale internationale de la miniature d'art (Medjunarodni bijenale umetnosti minijature), organisée par le Centre culturel de Gornji Milanovac (Kulturni centar Gornji Milanovac), a été créée en 1996 ; cette manifestation met en compétition des œuvres de très petit format dans les domaines les plus variés (peinture, dessin, sculpture, photographie, vidéo etc.) ; le concept de cette biennale se réfère à l'enluminure médiévale. La 10e édition a eu lieu en 2010 et, après sélection, elle a rassemblé 619 créateurs venus de 38 pays ; 948 œuvres ont été présentées.

## Sport

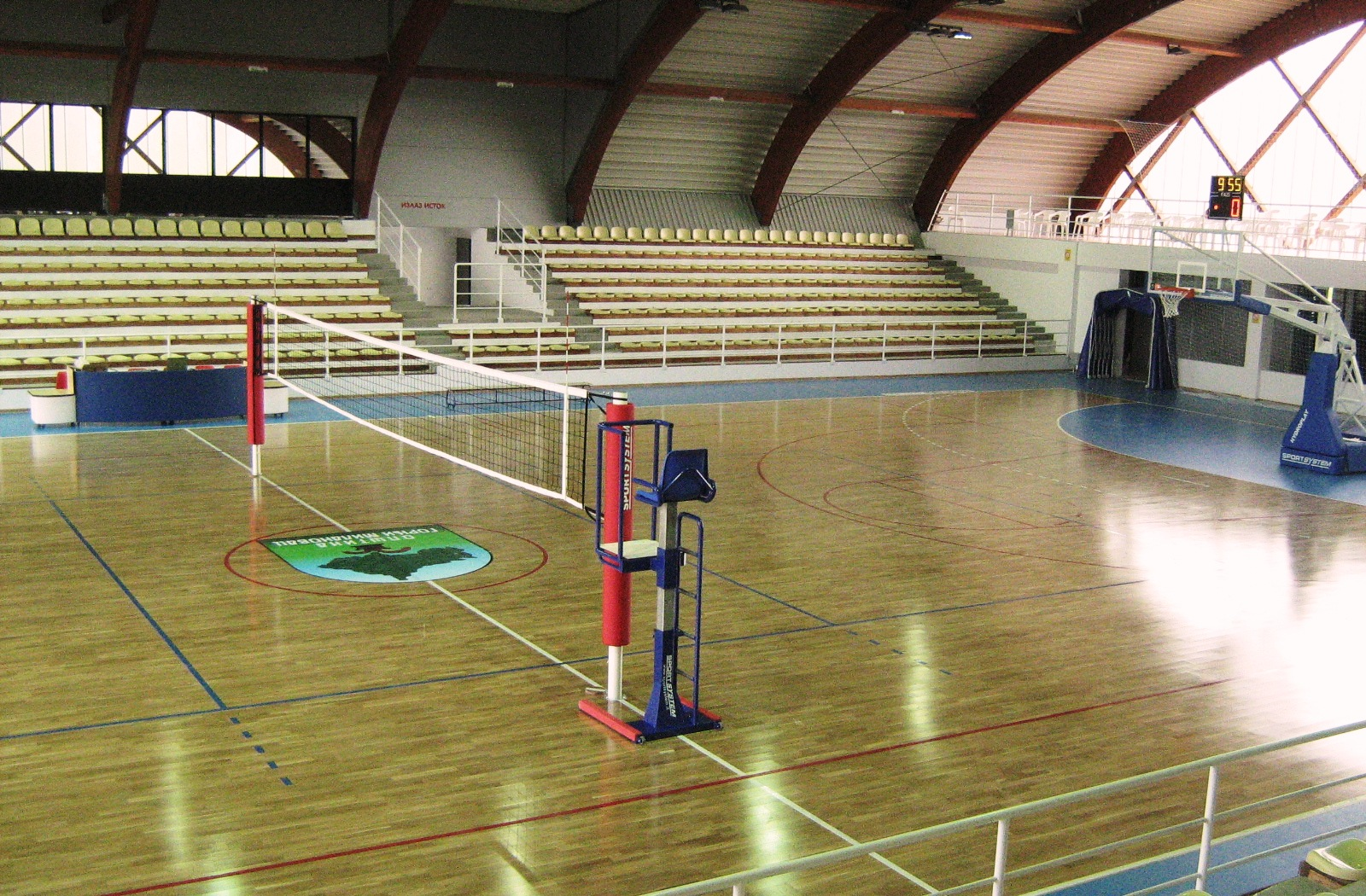
La Salle de sport Breza

Gornji Milanovac possède une quarantaine de clubs de sports. Parmi les clubs les plus importants, on peut citer les clubs de football du FK Takovo et le FK Metalac Gornji Milanovac.
Parmi les installations sportives de la ville, on peut signaler le Stadion kraj Despotovice, qui peut accueillir environ 6 000 spectateurs et qui sert de stade pour le FK Takovo et pour le FK Metalac. La nouvelle Salle de sport Breza a été construite en 2008.

## Éducation
La ville dispose de quatre écoles élémentaires (en serbe : osnovne škole) : l'école primaire Saint Sava, l'école Desanka Maksimović, l'école Momčilo Nastasijević et l'école du roi Alelexandre.
La ville possède trois établissements d'études secondaires (srednje škole). Le Lycée de Gornji Milanovac, qui porte le nom de Takovski ustanak en l'honneur de l'Insurrection de Takovo ; il a été créé en 1879. L'école technique Jovan Žujović (Tehnička škola Jovan Žujović) a été créée en 1961 et l'école d'économie et de commerce Knjaz Miloš(Ekonomsko-trgovačka škola Knjaz Miloš) a été créée en 1990.

## Économie
L'une des plus importantes entreprises de Gornji Milanovac porte le nom de Metalac ; spécialisée  dans toutes sortes de matériels pour la cuisson des aliments, comme des cocottes émaillées, des casseroles et des poêles antiadhésives ou en acier inoxydable, elle propose également des éviers en acier, des chauffe-eau ou des emballages. Metalac entre dans la composition du BELEX15, l'indice principal de la Bourse de Belgrade. Parmi les autres entreprises de la ville, on peut citer Avala Metalpromet, qui fait partie du groupe slovène Mersteel et travaille dans la métallurgie ; FAD (Fabrika automobilskih delova) fabrique des pièces pour l'industrie de l'automobile. La société d'informatique Alfa support propose des services pour Internet et Semiks Tehno vend du matériel informatique. Arhkitekti Tomić est spécialisée dans le domaine de la construction, Zvezda Helios dans celui des revêtements, Papir Print dans celui des emballages souples pour les produits alimentaires (bouteilles en plastiques, papier etc.) ; Vuplast produit des emballages en plastique dur ; Spektar et Tipoplastika fabriquent des films plastiques multicouches pour l'industrie alimentaire,, Foka produit toutes sortes de sacs d'emballage et de congélation et, en général, des sacs résistants. Torda Zvezda est une coentreprise qui travaillait en partenariat avec la société scandinave Torda ; cette dernière a été rachetée par le Group Flint en 2009 ; elle fabrique des encres liquides destinées à l'imprimerie.
La société Rudnik d.o.o. a son siège à Rudnik et elle travaille dans le domaine de l'industrie minière. Elle extrait des monts Rudnik du plomb (Pb), du zinc (Zn), du cuivre (Cu) et, dans une moindre proportion, de l'argent (Ag). Les minerais sont exploités principalement à partir de deux sites, situés à Srednji Šturac et Gušavi Potok. Elle dispose également d'un laboratoire d'analyses. Le minerai extrait est ensuite traité par flottation dans une usine construite à cet effet. Swisslion Takovo travaille dans le secteur de l'agroalimentaire (biscuits sucrés et salés, jus de fruit, potages etc.) et vend ses produits sous la marque Takovo.

## Tourisme

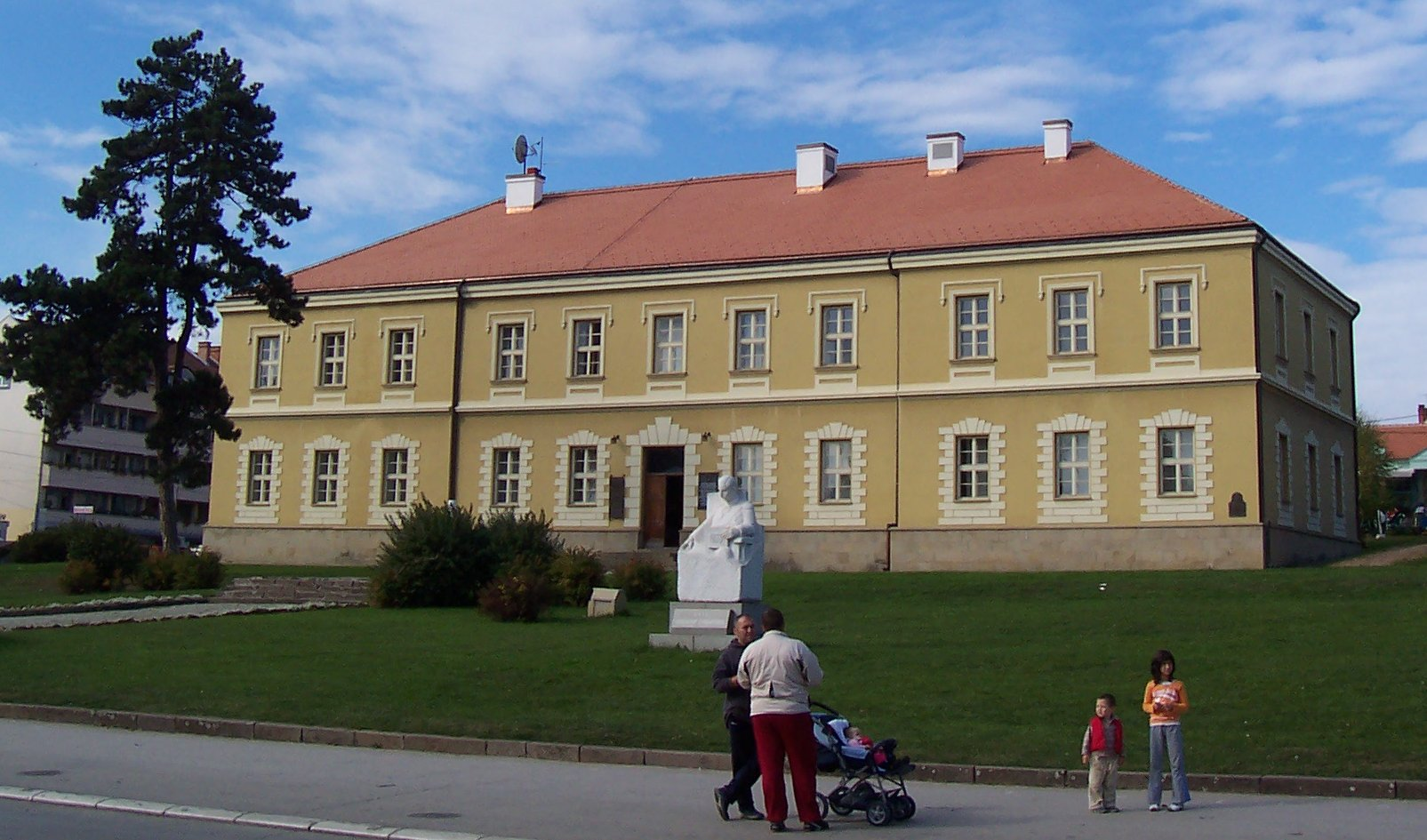
L'ancien Palais de justice

Parmi les bâtiments les plus anciens de Gornji Milanovcac figure le Palais de justice, construit entre 1854 et 1856 et qui est classé sur la liste des monuments culturels de Serbie. L'église de la Sainte-Trinité, construite entre 1860 et 1862, est elle aussi classée ; c'est une fondation du Miloš Obrenović.

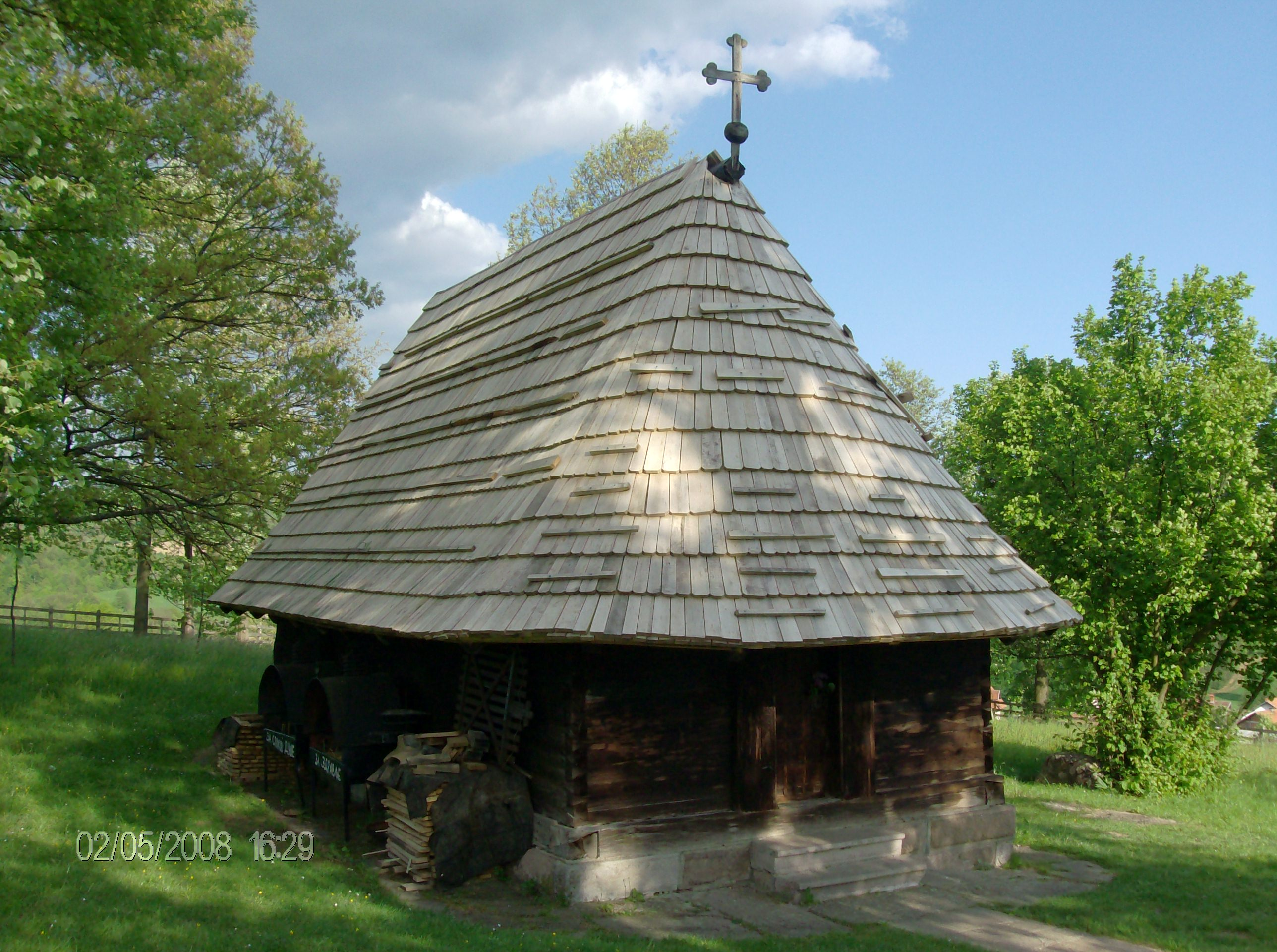
L'église en bois de Takovo

La municipalité de Gornji Milanovac conserve de nombreuses autres édifices classés, dont des églises en bois. L'Église en bois Saint-Georges de Takovo a été construite en 1795, à l'emplacement d'une église plus ancienne édifiée en 1724 ; son toit est constitué de bardeaux en chêne ; elle possède une iconostase peinte en 1808 par Jeremije Mihajlović,. L'église de Pranjani a été construite entre 1827 et 1833,. D'autres églises de ce genre se trouvent à Ljutovnica, construite en 1809, à Koštunići, à Brezna et à Lozanj, ou l'église Saint-Sava de Savinac, fondée par le prince Miloš en 1819 en marque de reconnaissance vis-à-vis des habitants de Šarani (Savinac), où il avait séjourné en 1813, qui abrite la tombe de Mina Karadžić-Vukomanović, la fille de Vuk Stefanović Karadžić, le grand réformateur de la langue serbe au XIXe siècle,. L'église Saint-Nicolas de Brusnica, une église classé, a été construite en 1837, et l'église Saint-Nicolas de Boljkovci en 1843.
Deux monastères orthodoxes serbes se trouvent à proximité de la ville de Gornji Milanovac. Le monastère de Vraćevšnica, situé sur les pentes méridionales des monts Rudnik est une fondation de Radić Postupović et il a été construit en 1428-1429, ; le monastère de Vujan est également situé dans la région. Tous ces établissements religieux relèvent de l'éparchie de Žiča, une circonscription de l'Église orthodoxe serbe.
Parmi les monuments civils de la région, on peut citer la Maison de Miloš Obrenović, à Gornja Crnuća, construite en 1813 ou l'Ensemble mémoriel de Takovski grm à Takovo, créé en 1887.

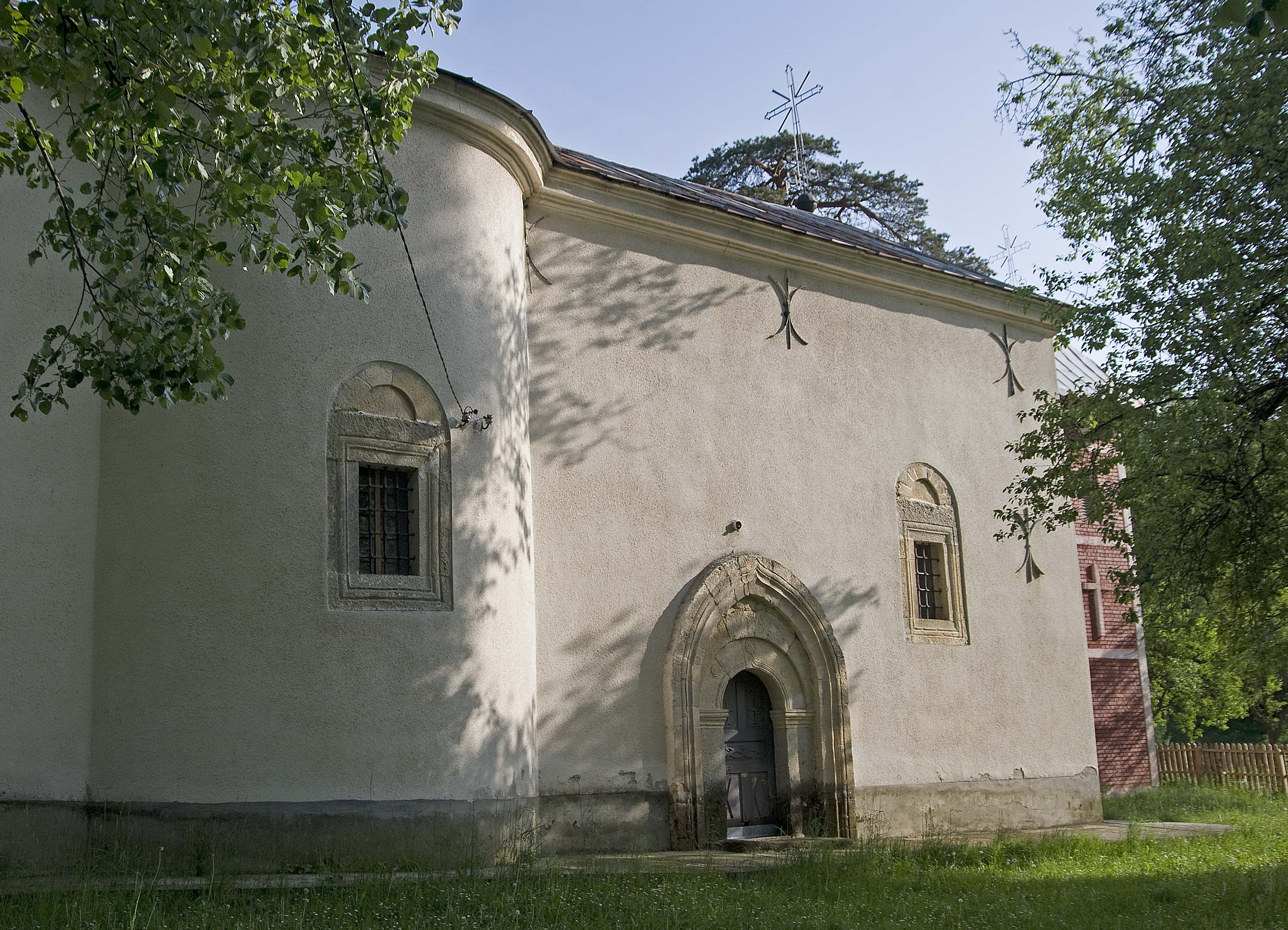
L'église de Brezna
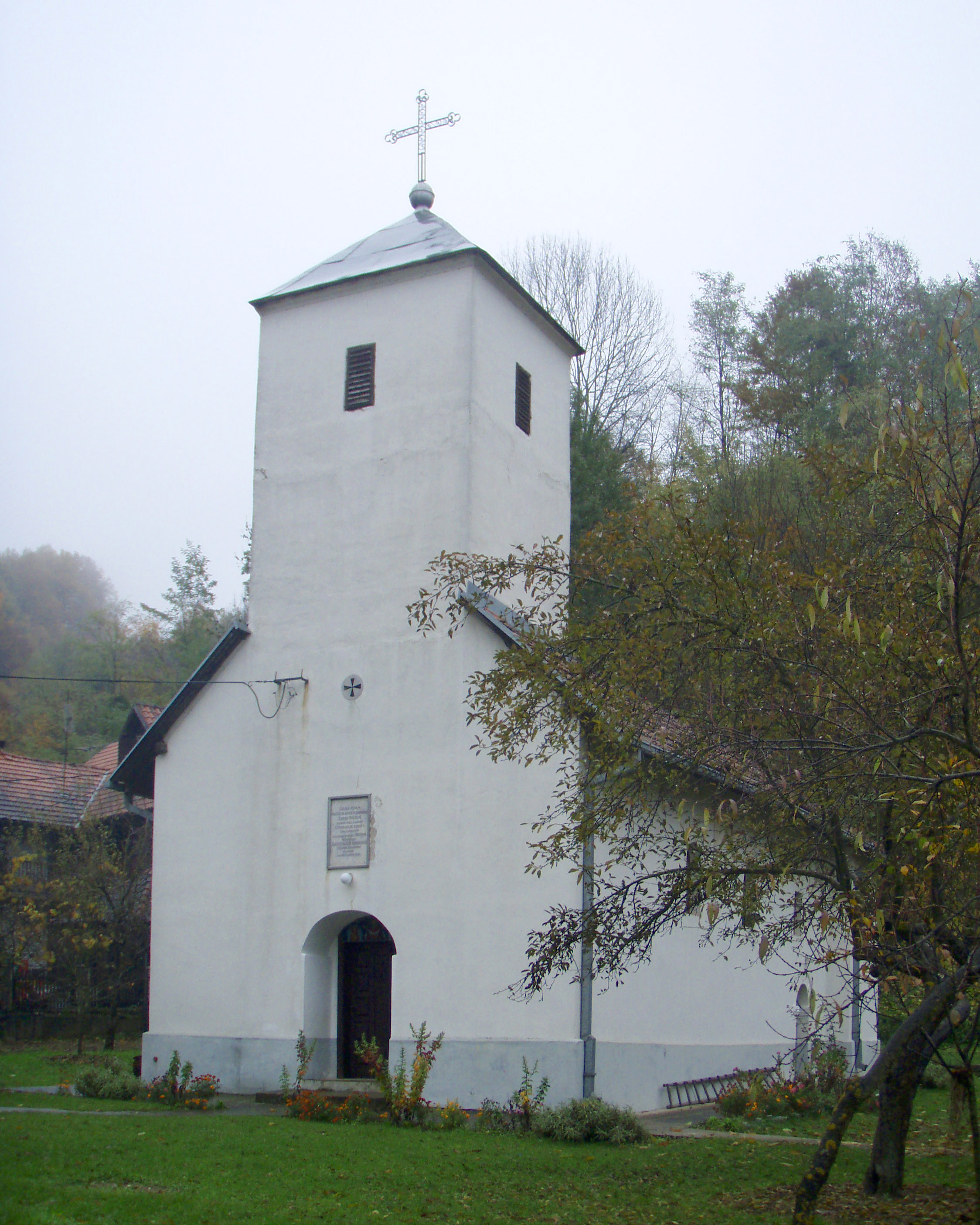
L'église de Gornji Banjani
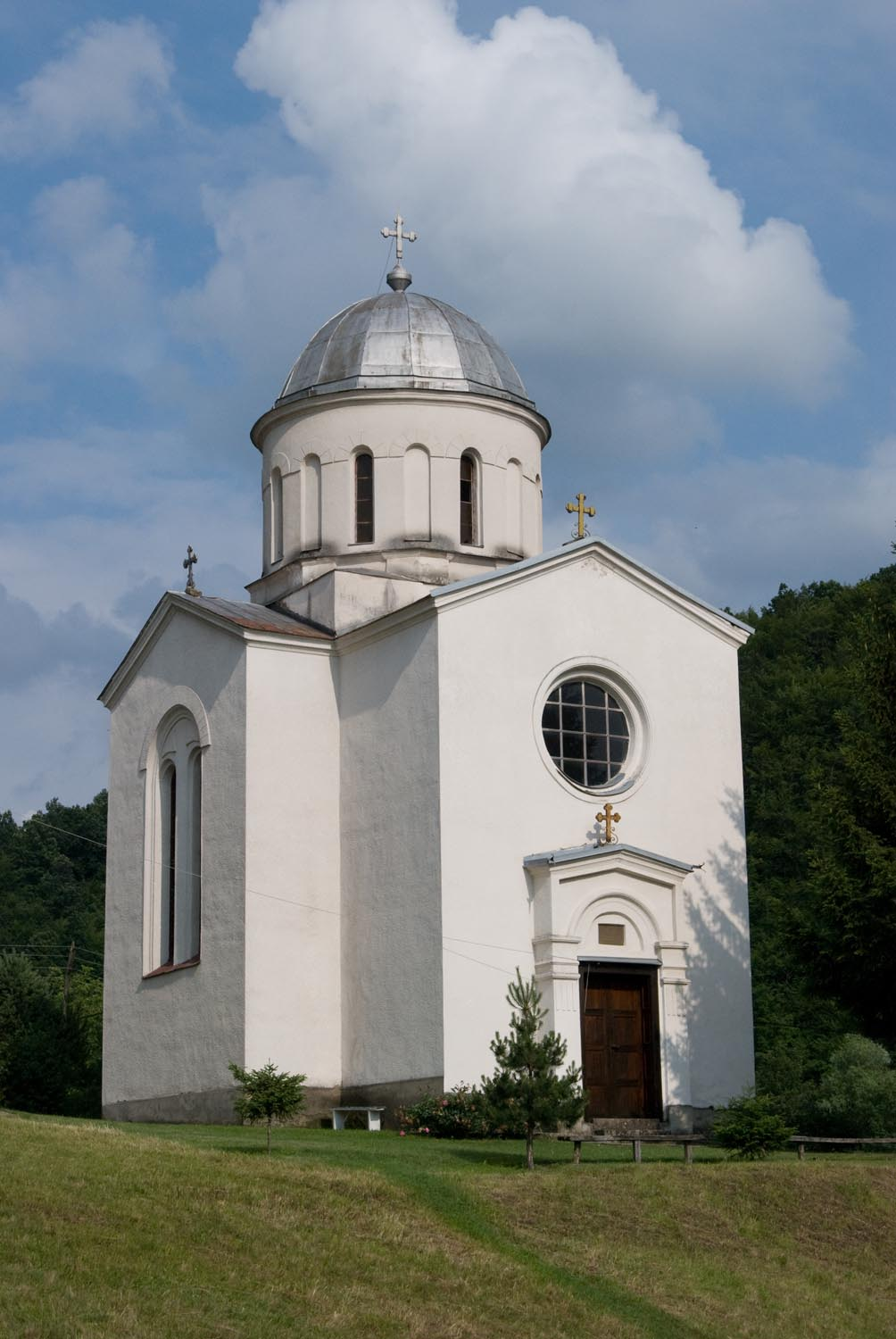
L'église de Majdan
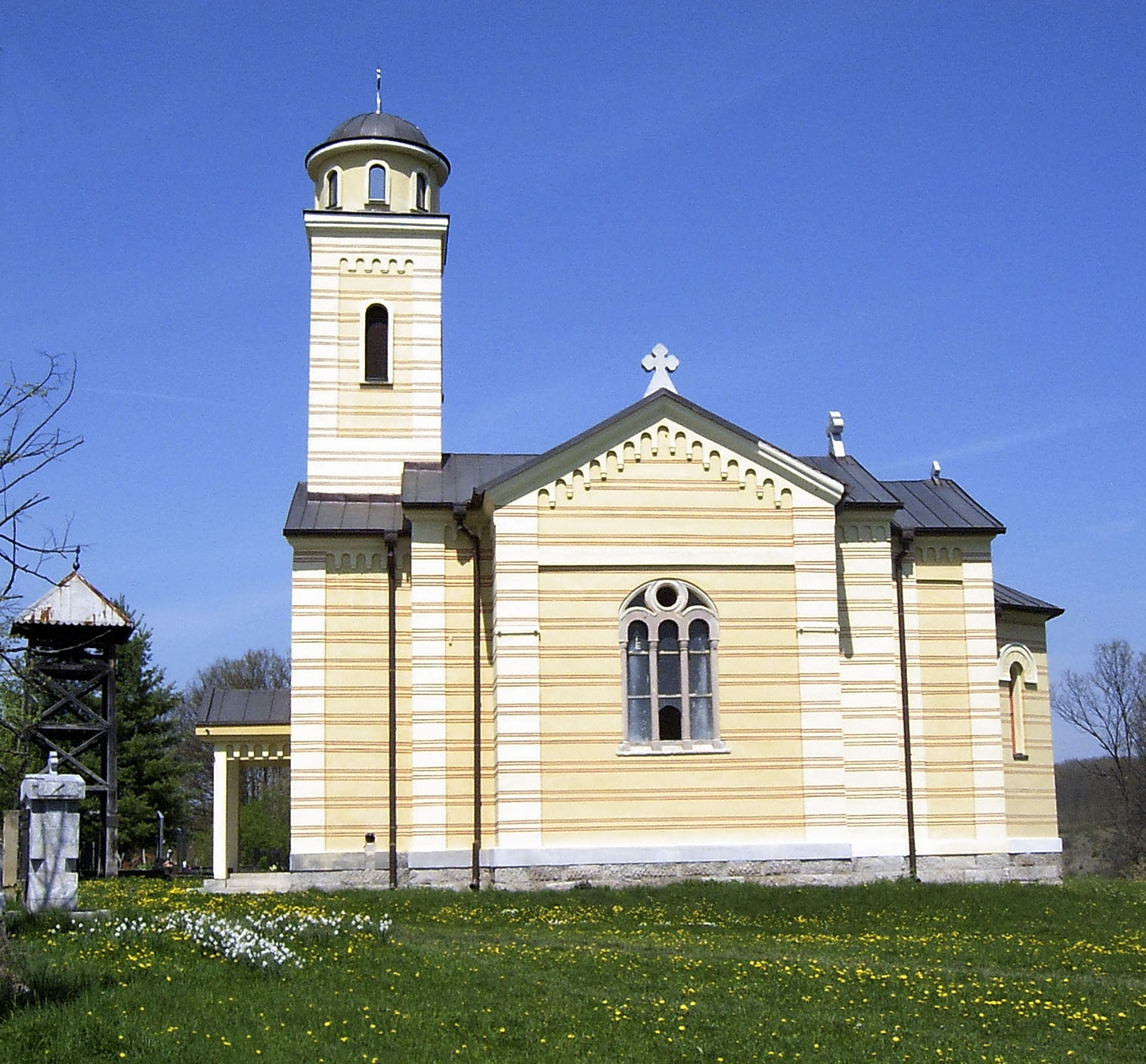
La nouvelle église orthodoxe de Pranjani
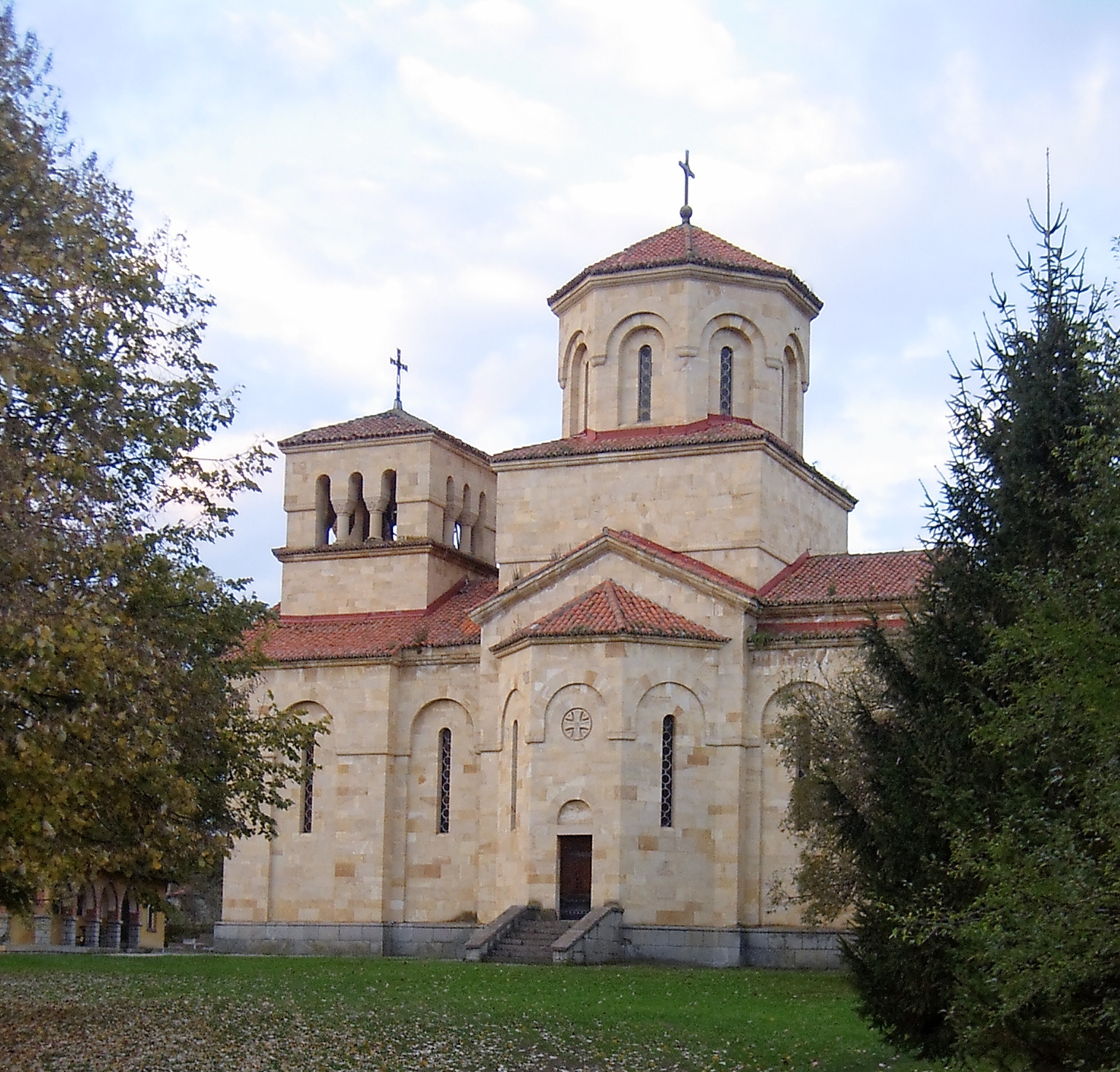
L'église de Šilopaj

## Personnalités

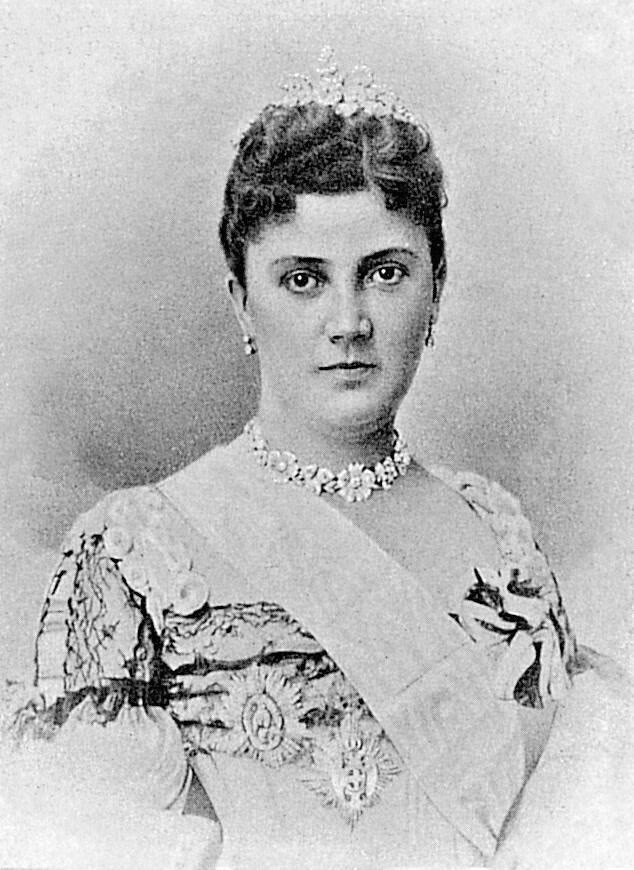
Draga Mašin

- Vasa Popović (1777-1832), un des membres du soulèvement de Takovo, originaire de Beršići ;
- Raka Levajac (1777-1833), un voïvode qui participa au premier et au second soulèvement serbe, est né à Ljevaja ;
- Draga Mašin (1861-1903), épouse du roi Alexandre Ier de Serbie ;
- Dobrica Erić, écrivain, né en 1936 à Donja Crnuća ;
- Dragoslav Milovanović (1897-1941), résistant serbe de la Seconde Guerre mondiale, né à Pranjani ;
- Miloš Minić (1914-2003), partisan communiste, qui a trouvé refuge à Kalimanići ;
- Srđan Verbić (né en 1970), physicien, ministre de l'Éducation, de la Science et du Développement technologique dans le gouvernement Vučić (2014-) ;
- Petar Miloradović (né en 1970), poète.

## Coopération internationale
La ville de Gornji Milanovac a signé des accords de partenariat avec les villes suivantes :
- Mosjøen (Norvège)
- Kavadarci (Macédoine)
- Slovenj Gradec (Slovénie)
- Édessa (Grèce)
- Pleven (Bulgarie)